# 哈利法·本·賽義德
一等勳爵士賽義德-哈利法·本·賽義德·布賽義迪（阿拉伯语：‎；約1852年-1890年2月13日）為尚吉巴蘇丹國的第三任蘇丹，從1888年3月26日統治尚吉巴至1890年2月13日。期間，其統治理念基本延續上任蘇丹，繼續推行廢奴主義。
在1870年時，前任蘇丹巴爾加什·本·賽義德曾以哈利法·本·賽義德與政變有關為由將其拘禁了三年。此後前者便一直監視後者至死：在其駕崩之時，正值與德國東非公司談判之際。哈利法最後選擇屈服，將坦噶尼喀租給德國，繼而導致當地爆發阿布希里叛亂。
哈利法·本·賽義德曾在1889年12月18日，被英國授予最卓越的聖米迦勒及聖喬治勳章。

## 註腳
1. ↑  Ingrams 1967，第172頁
2. ↑  Emily Ruete, Memoirs of an Arabian Princess from Zanzibar, p. 398 (1886).
3. ↑  .   [2022-08-10]. （原始内容存档于2016-08-26）.